# Кезоминская
Кезоминская — опустевшая деревня в Устьянском районе Архангельской области.

## География
Находится в южной части Архангельской области на расстоянии приблизительно 71 км на северо-восток по прямой от административного центра района поселка Октябрьский на правом берегу реки Устья.

## История
В 1859 году здесь (деревня Вельского уезда Вологодской губернии) было учтено 7 дворов. До 2022 года входила в Череновское сельское поселение до его упразднения.

## Население
Численность населения: 64 человека (1859 год), 0 как в 2002 году, так и в 2010.